# Harald Schieckel
Harald Schieckel (* 15. Dezember 1920 in Berlin; † 17. Oktober 2012 in Oldenburg) war ein deutscher Historiker und Archivar.
Die Kindheit und Jugend verbrachte Harald Schieckel in Leipzig. Dort nahm er auch ein Studium der Geschichtswissenschaften und Germanistik auf. Dieses schloss er 1948 mit dem Staatsexamen ab. Im Jahre 1949 konnte er als einer der letzten Schüler von Rudolf Kötzschke seine Dissertation Herrschaftsbereich und Ministerialität der Markgrafen von Meißen im 12. und 13. Jahrhundert verteidigen. Zwischen 1950 und 1951 besuchte er das Institut für Archivwissenschaft in Potsdam, wo er sein 2. Staatsexamen ablegte. Im Oktober 1951 trat er eine Stelle im Sächsischen Landeshauptarchiv Dresden an.
Im August 1960 flüchtete Schieckel mit seiner Familie aus der DDR in die Bundesrepublik Deutschland. Ab 1961 war er Archivar und von 1963 bis zu seinem Ruhestand 1985 stellvertretender Archivleiter des Staatsarchivs Oldenburg.

## Schriften (Auswahl)
- Herrschaftsbereich und Ministerialität der Markgrafen von Meissen im 12. und 13. Jahrhundert. Untersuchungen über Stand und Stammort der Zeugen markgräflicher Urkunden. in: Mitteldeutsche Forschungen. Band 7. Böhlau, Köln/Graz 1956. Digitalisat. DNB Dissertation Leipzig 1949
- Regesten der Urkunden des Sächsischen Landeshauptarchivs Dresden. Band 1. (948 - 1300), in: Schriftenreihe des Sächsischen Landeshauptarchivs Dresden, Nr. 6, Rütten & Loening, Berlin 1960.